# Vasko Popa
Vasko Popa (Cyrillisch: Васко Попа) (Grebenac, 29 juni 1922 - Belgrado, 5 januari 1991) was een Servisch dichter van Roemeense afkomst. Zijn werk is veelvuldig vertaald.

## Biografie
Popa werd geboren in Grebenac, een kleine stad in Vojvodina, Servië. Hij studeerde in Boekarest en Wenen. In de Tweede Wereldoorlog zat Popa in het Duitse concentratiekamp Bečkerek. Na de oorlog studeert hij af aan de Faculteit der Wijsbegeerte van Belgrado, op Romanistiek. Zijn eerste gedichten werden gepubliceerd in het tijdschrift Književne novine en in de communistische krant Borba. 
In 1972 richtte Popa de culturele instelling Književna opština Vršac op en werd hij lid van Srpska akademija nauka i umetnosti, de Servische Academie van Wetenschap en Kunst.
Tussen 1954 en 1979 was hij redacteur voor de uitgeverij Nolit, waar hij ook meerdere dichtbundels uitbracht. 
Popa ligt in Belgrado begraven op de Novo groblje (Nieuwe begraafplaats)..

### Dichtbundels
- Kora, 1953
- Nepočin polje, 1965
- Sporedno nebo, 1968
- Uspravna zemlja, 1972
- Vučja so, 1975
- Kuća nasred druma, 1975
- Živo meso, 1975
- Rez, 1981
- Gvozdeni sad,

### Verzamelwerk
- Od zlata jabuka, 1958
- Urnebesnik: Zbornik pesničkog humora, 1960
- Ponoćno Sunce, 1962

- Bibsys: 90116806
- Biblioteca Nacional de España: XX5272211
- Bibliothèque nationale de France: cb12175044w (data)
- Digitale Bibliotheek voor de Nederlandse Letteren: popa001
- Gemeinsame Normdatei: 118792881
- International Standard Name Identifier: 0000 0001 2126 7183
- Library of Congress Control Number: n80005186
- Nationale Bibliotheek van Letland: 000166635
- MusicBrainz: 900b17dc-8296-47a7-9dec-0ddeb01f2198
- Nationale Bibliotheek van Tsjechië: mzk2002111684
- Nationale bibliotheek van Australië: 35428468
- Nationale Bibliotheek van Israël: 987007308005205171
- Nederlandse Thesaurus van Auteursnamen: 068905424
- LIBRIS: 220747
- SNAC: w6jt09cq
- Système universitaire de documentation: 03030766X
- Virtual International Authority File: 32038826
- WorldCat: E39PBJwhy6XJC3WJhTpt6fmw4q